# Aderus binhanus
Aderus binhanus é uma espécie de inseto besouro da família Aderidae. Foi descrita cientificamente por Maurice Pic em 1922.

## Distribuição geográfica
Habita em Tonkin (Vietname).